# Lycaena hermes
Lycaena hermes is een vlinder uit de familie Lycaenidae, de kleine pages, vuurvlinders en blauwtjes. 
De soort komt voor in het zuiden van Californië en aangrenzend Mexico. De soort komt lokaal voor op een klein aantal plekken, en is overal bedreigd. Bosbranden in 2003 en 2007 in de omgeving van San Diego hebben een groot deel van de populaties verwoest.
De spanwijdte van de volwassen vlinder is 25 tot 32 millimeter. De bovenzijde van de vleugels is bruin met een oranje veld dat door zwarte stippen wordt omringd. De achtervleugel heeft een staartje. De onderzijde van de vleugels is heldergeel, met zwarte stippen.
Als waardplant wordt Rhamnus crocea gebruikt.

## Synoniemen
- Chrysophanus delsud Wright, 1905